# 筑紫歌壇

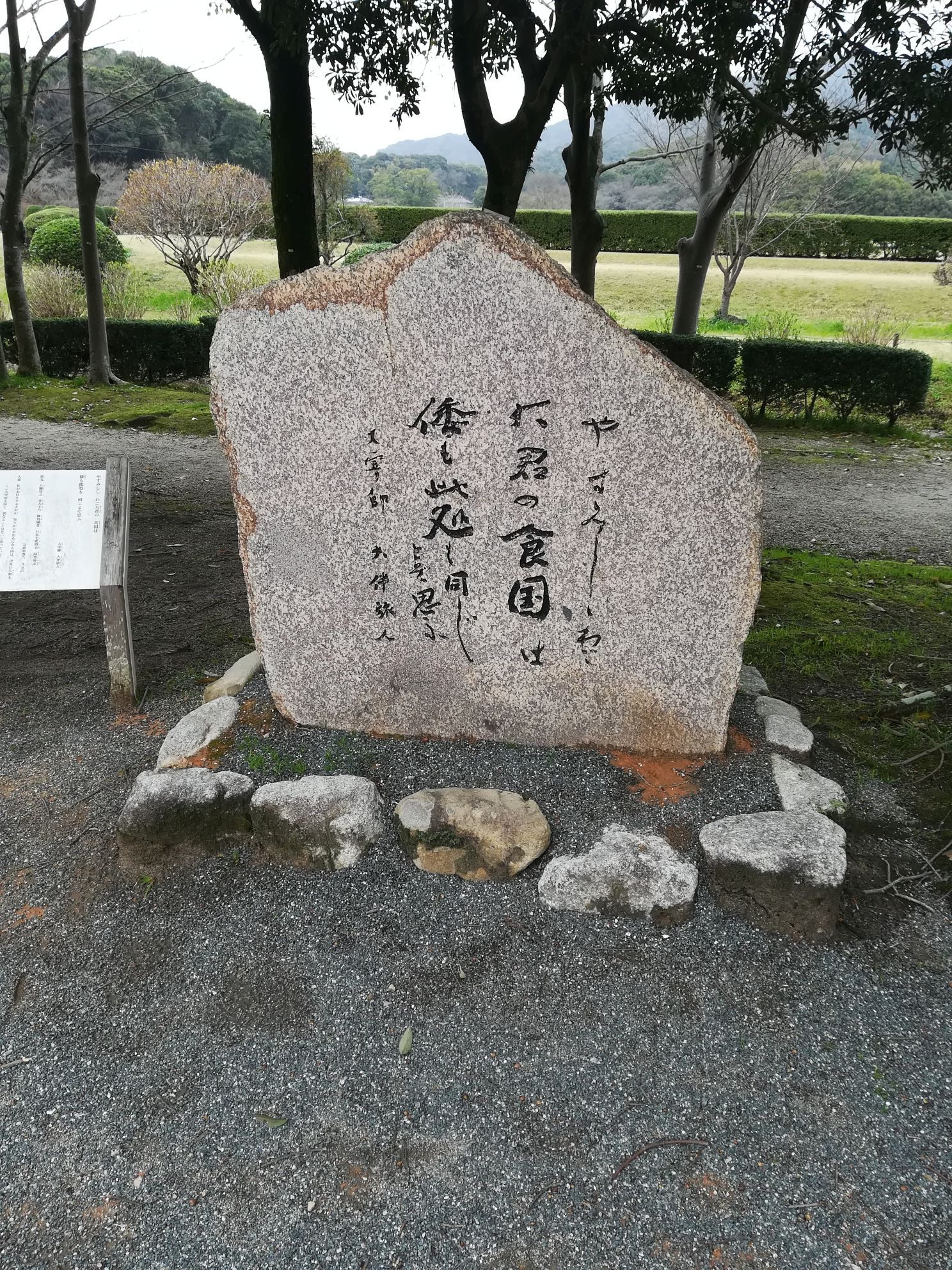
福岡県太宰府市・大宰府政庁跡前にある大伴旅人の歌碑

筑紫歌壇（つくしかだん）とは奈良時代に大宰府で活躍した歌人たちの集団を指す。日本最古の歌集である『万葉集』にも多くの歌を残した。

## 大宰府政庁
神亀5年（728年）に大宰帥（）として着任した大伴旅人が天平2年（730年）12月に大納言に任ぜられ上京するまでと、山上憶良が帰京する天平3年（731年）の間に活動した歌人集団を指す。特に天平2年に大伴旅人邸で開かれた「梅花の宴」が広く知られている。
大宰府政庁跡周辺の地域には。筑紫歌壇にちなむ和歌の歌碑が多く点在している。
神亀5年6月23日、旅人が異母弟大伴宿奈麻呂の凶報に際して詠んだのが次の一首とされており、歴史万葉の道と太宰府メモリアルパークの2か所に歌碑がある。
世の中は空（むな）しきものと知る時しいよよますます悲しかりけり—大伴旅人、（巻5・793）
（世の中とは空しいものだと思い知らされて、さらにいっそう深い悲しみに沈んでゆくのです）
また旅人は、その年の4月頃亡くした妻への挽歌を13首詠んだが、憶良は旅人になりかわって亡き妻への挽歌を詠むという形式の「日本挽歌」を旅人に献じた。その中の以下の一首は大宰府小学校そば、太宰府歴史スポーツ公園の2か所に歌碑がある。
妹が見しあふちの花はちりぬべしわが泣く涙いまだ干（ひ）なくに—山上憶良、（巻5・798）
（妻が好きだった楝（おうち）の花は、もう散ってしまったにちがいない。妻を悲しんで泣く私の涙はまだ乾きもしないのに）

## 考察と研究
作品の特徴としては、序文（漢文表記）と和歌を組み合わせた和漢混交の形式がみられる。宴に関する歌が多くみられ、土着の歌は少ない。梅花の宴のような多数の人物の集まりによる歌の集団はそれまでの文献においても例がみられない。

## 関連する人物

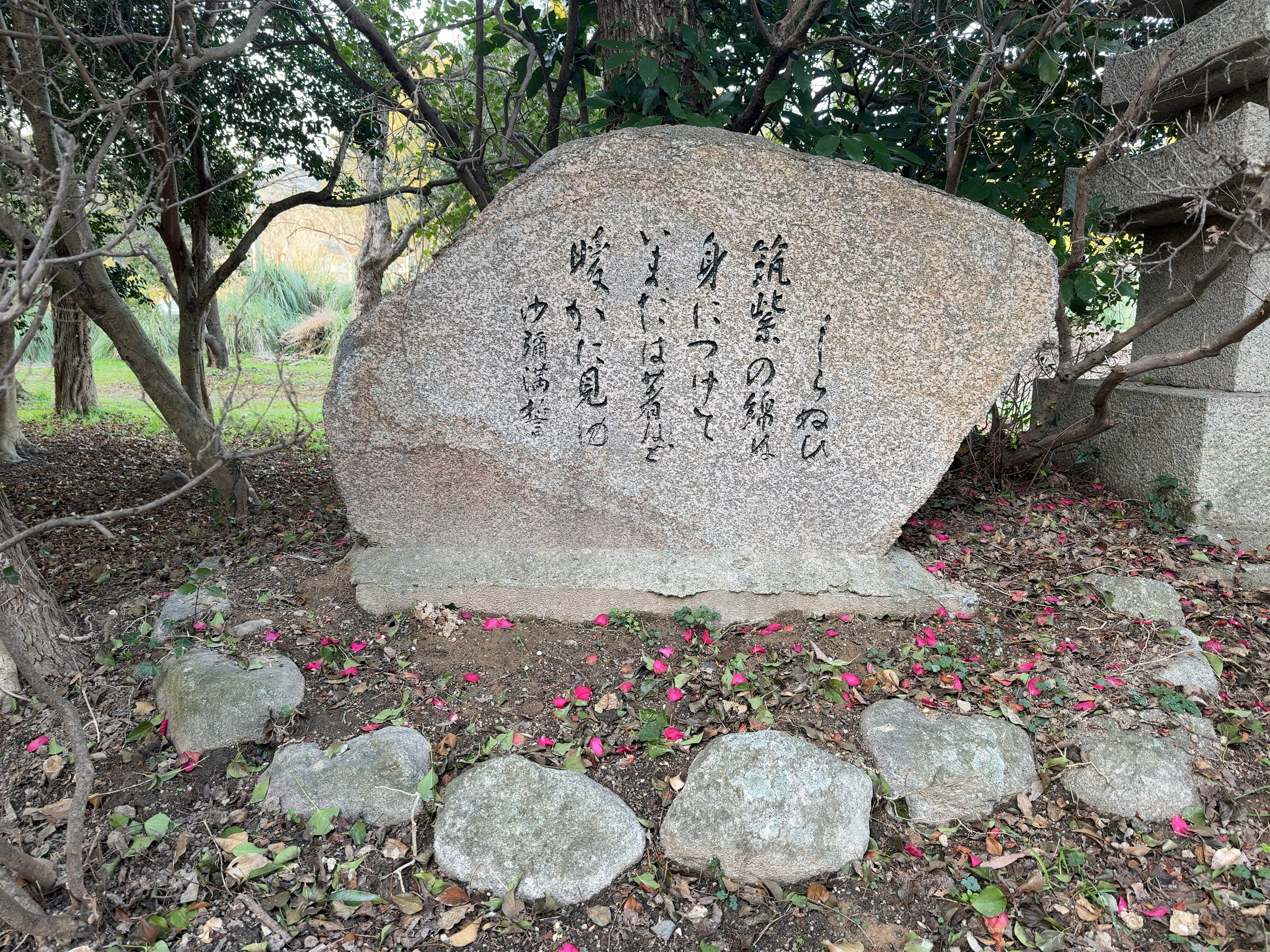
福岡県太宰府市・観世音寺にある満誓の歌碑

筑紫歌壇は、大宰府の長官である大宰帥であった大伴旅人を中心に、同じ頃筑前国守として大宰府に赴任していた山上憶良を始め、沙弥満誓・小野老・葛井大成・大伴百代・麻田陽春・大弐紀卿（紀朝臣男人）・少監土氏百村（土師宿祢百村）、大伴坂上郎女などの人々で構成される。大伴旅人の正妻である大伴郎女は、帥赴任後すぐに大宰府で他界しており、旅人は妻を偲ぶ挽歌を詠んでいる。大伴郎女亡き後、大宰府に下ってきたのが旅人の妹である大伴坂上郎女であった。女性歌人として最も数多くの歌を『万葉集』に遺している。

## 名称について
筑紫の表記で「つくし」と発音する場合、万葉時代における大宰府中心の九州を表した。「ちくし」は後世の「筑前」（ちくぜん）「筑後」（ちくご）の筑に影響されてのことであろう。「つくし」「ちくし」の訓みの相違から、その訓みを採択した年代の相違が確認できる。「つくし」の地名としてのエリアは、ヤマト王権が中部九州までを勢力下に収めた4世紀末から5世紀後半の、現在「筑紫野市」などに名が残っている、筑前・筑後を合わせた地域を指す。そのエリアについて『日本書紀』では「筑紫」と表記されている。
万葉集の、〈此間在而　筑紫也何処　白雲乃　棚引山之　方西有良思（ここに在りて　筑紫はいづち　白雲の　たなびく山の　方にし有るらし）巻四・574・大伴旅人〉、〈波漏〻〻尓　於忘方由流可母　志良久毛能　知弊仁辺多天留　都久紫能君仁波（はろはろに　思ほゆるかな　白雲の　千重に隔てる　筑紫の国は）巻五・866・吉田宜〉の二首を比較すると、ともに白雲の彼方とされる地であることから574番歌中の「筑紫」は、866番歌中の万葉仮名一字一音表記「都久紫」により「つくし」の訓みが確認できる。「つくし」の表記については他に、巻20・4340番歌の「豆久志」、4374番歌の「都久志」があり、訓みは「ちくし」ではなく「つくし」であることがわかる。後にこの歌人グループの活動が「筑紫歌壇」と呼び習わされるようになった:12。なお、筑紫歌壇にちなんだ現行の短歌賞である「筑紫歌壇賞」における「筑紫」の訓みは「ちくし」である。
『万葉集』の中には「歌壇」という名称はなく、「筑紫歌壇」とは近代の短歌結社の呼称を便宜的に踏襲したものである。歌壇という語句が辞書に掲載されたのは第二次世界大戦後であるとする資料がある。